# Remparts de Thiers
Vous lisez un « bon article » labellisé en 2018.
Ne doit pas être confondu avec Enceinte de Thiers.
Les remparts de Thiers sont les fortifications érigées entre les XIe et XVIe siècles pour protéger la ville de Thiers dans le département du Puy-de-Dôme, en France.
Dès le XIe siècle, la ville s'agrandit en cercles concentriques autour des remparts du château du seigneur de Thiers et de l'église Saint-Genès. Au fur et à mesure que des bourgs viennent s'ajouter aux environs des murailles de la cité, la ville close s'agrandit à au moins cinq reprises. Les parties les moins bien entretenues des différentes enceintes sont démolies à la fin du XVIIIe siècle mais ce sont surtout les aménagements urbains du XIXe siècle qui entraînent la démolition de plusieurs segments de la muraille nord et la réaffectation de la muraille est. Au XIXe siècle, seule la partie est des fortifications reste intacte. Elle sert notamment à retenir les terres des pentes de la ville, jouant le rôle de mur de soutènement.
L'ensemble des enceintes de la ville est classé site patrimonial remarquable et géré par le plan de sauvegarde et de mise en valeur (PSMV) communal.

## Histoire

### La première enceinte

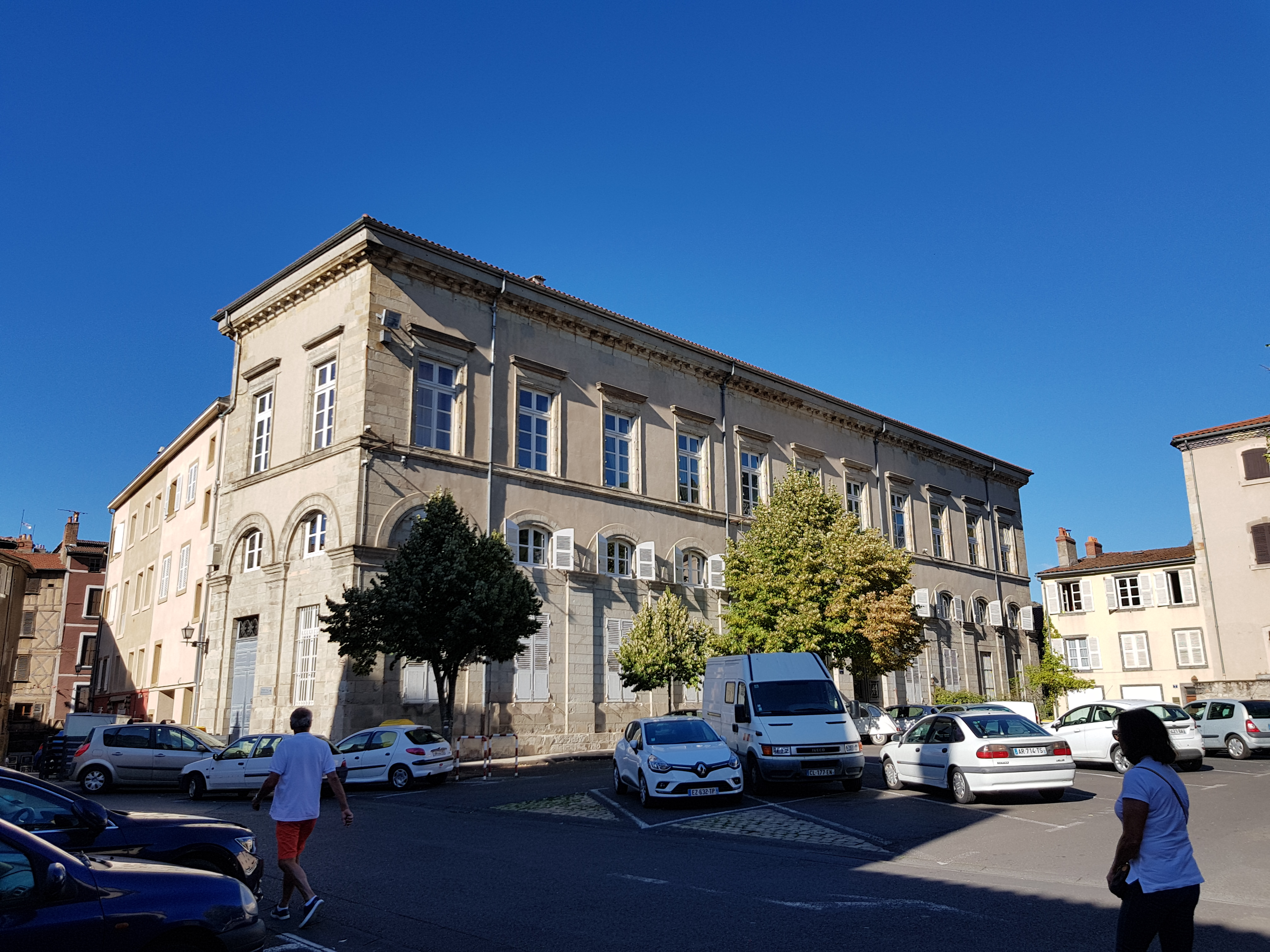
Le site du Palais du Chastel est aujourd'hui partiellement recouvert par le Tribunal d'instance de Thiers.

Au XIe siècle, une première fortification est construite, englobant le château féodal et l'église Saint-Genès. Deux portes romanes sont percées dans cette première enceinte permettant de rejoindre le passage du chemin qui mène au bourg. Au XVe siècle, elle est nommée « la murailhe du Palais du Chastel ». La rue principale de ce premier quartier de la ville en marque le souvenir ; c'est l'actuelle « rue du Palais » qui devrait s'appeler « rue du Palais du Chastel »,.
Le tracé des rues et des places à l'intérieur de l'enceinte ne semble pas avoir suivi un plan rigoureux. Le chemin initial n'a pas changé de place ; même la construction de la première enceinte n'a pas beaucoup modifié la direction générale du chemin qui pénétrait dans l'enceinte par la « porte de la Bout » (démolie à la fin du XIXe siècle) en haut de l'actuelle petite rue du Palais et ressortait par la « Tour carrée de la Chancellerie » en face de l'actuelle rue du Bourg. Cette porte — aujourd'hui remblayée et murée — est encore visible au-dessus de la place du Pirou. L'espace entre le palais du Chastel et l'église est toujours resté libre. Dès sa construction, cet espace est utilisé comme lieu de rassemblement public en temps de paix mais il accueillait aussi les paysans des environs venant mettre à l'abri leurs troupeaux en période d'insécurité. Au XVe siècle, il sert de cimetière.

### La deuxième enceinte

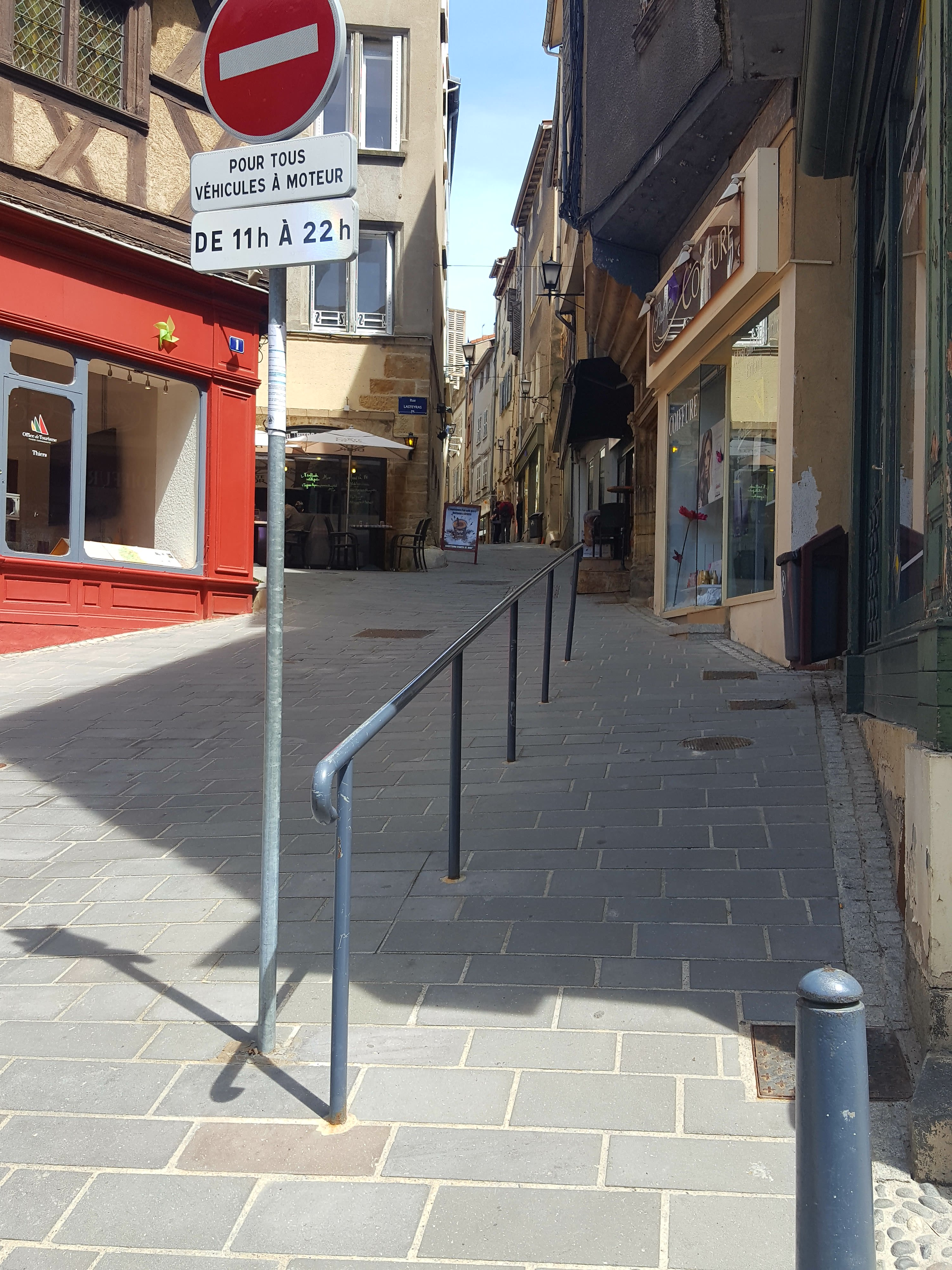
La rue du Bourg en 2017.

Au début du XIIIe siècle, l'agglomération s'étend vers le nord de la ville et rapidement, les habitations sont entourées d'une nouvelle enceinte. Ce nouveau quartier est desservi par une source importante d'eau douce qui est canalisée par la suite dans la fontaine du Pirou située près de la première enceinte. La rue principale de cet agrandissement urbain est la rue du Bourg. Deux autres rues principales viennent compléter cette dernière : la « rue doz Penailh » (actuellement rue du Transvaal) et la « rue du Pourcharesse » (actuellement rue Lasteyras). À cette époque, souvent les noms de rues de la ville sont d'origine géographique : ils peuvent rappeler le terroir où la rue est installée ou bien le nom du quartier qu'elle dessert. À Thiers, il est très rare qu'une rue ait conservé le même nom depuis le XVe siècle,.

### La troisième enceinte
Au XIVe siècle, dans l'angle relativement garanti à l'est par la « murailhe du palais Chastel » et au nord par la « muraille du palais du Bourg », un nouveau quartier est en formation. Un nouveau rempart est construit pour protéger cet agrandissement : la « murailhe neufve de la ville de Thiart » qui constitue la troisième enceinte de la ville.
Aussitôt qu'une nouvelle muraille est construite, de nouvelles maisons viennent s'appuyer de part et d'autre de l'ancienne muraille désormais désaffectée, en laissant toutefois, du moins dans un premier temps, un « relais » le long de l'ancien mur. Ainsi l'alignement des maisons crée une nouvelle rue de chaque côté et parallèlement à l'ancienne muraille. La muraille peut aussi servir de fondations aux façades de maisons. À ce moment-là, la nouvelle rue suit les restes de l'ancienne muraille : la deuxième et la troisième enceinte en sont de bons exemples. Le tracé des rues de la ville de Thiers reste profondément influencé par les fortifications qui, dans l'urbanisme de l'époque, avaient une priorité absolue. Ces ouvrages de défense sont eux-mêmes construits en fonction de l'espace pré-bâti à protéger et en utilisant au mieux le relief. Des considérations religieuses et des impératifs militaires président au développement de la ville et même si maintenant ceci est complètement oublié, il en reste la topographie de la ville qui peut être qualifiée de pittoresque,.

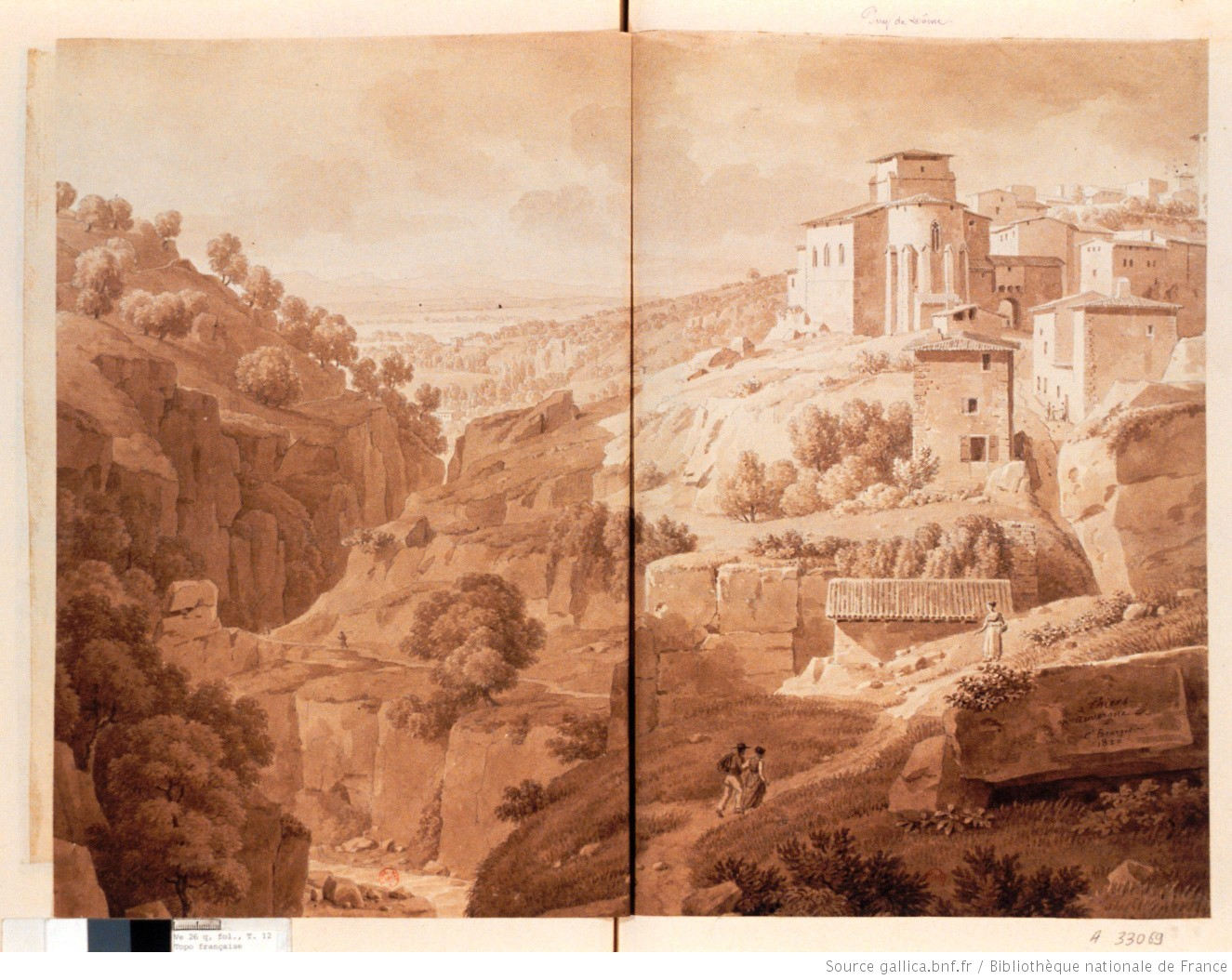
La Vallée des Usines et le quartier Saint-Jean au XVIIIe siècle. L'église Saint-Jean et la porte du même nom sont visibles en haut à droite de l'image.

### La quatrième enceinte
Au XVe siècle, l'extension de la ville est telle qu'une quatrième enceinte est construite englobant les trois précédentes. Cette dernière, qui couvre une surface bien supérieure aux trois autres, est rapidement nommée « muraille de la ville ». C'est Louis II de Bourbon qui est à l'origine de la construction de cette enceinte aux environs de l'an 1400. À cette date, la ville subit la dernière d'une série de guerres terribles que l'on appelle par la suite la guerre de Cent Ans.

### La cinquième enceinte
Au XVIe siècle, la seigneurie entame la construction d'une dernière enceinte pour protéger les nouveaux quartiers construits à flanc de montagne à l'est de la ville. Cette dernière, bien que plus petite que les autres, est celle qui se rapproche le plus de la Durolle et de la vallée des Usines,.

### Autres éléments de défense
Les remparts et les portes de la ville sont renforcés par des éléments de protection dès leur construction. Des embrasures, appelées dans la région « bouches à feu », permettent des tirs d'archers ou de canonniers. Comme le fait remarquer Michel Combronde dans Représentation graphique de la porte Neufve au début du XVe siècle, de nombreuses meurtrières sont également présentes dans les tours et les remparts de la ville.
Plusieurs « brayettes » sont mises en avant par les travaux de l'historien André Kristos. Ces dernières semblent être des fausses braies — brayette est le terme du xve siècle pour qualifier les fausses braies. Par définition, elles sont un terre-plein ou un mur de soutènement entourant un camp fortifié. Dans l'art de la fortification prémoderne, ce pré-rempart se trouve entre le fossé et le rempart principal d'une forteresse. Il est disposé plus bas que le rempart principal pour pouvoir défendre celui-ci du fossé. À Thiers, deux brayettes sont découvertes. La première, nommée « brayette du Chastel », entoure et protège la Tour du Chapitre de la première enceinte et la deuxième, « brayette du Bourg » plus au nord, protège la tour Montauld de la deuxième enceinte.

### Des derniers renforcements au démantèlement partiel

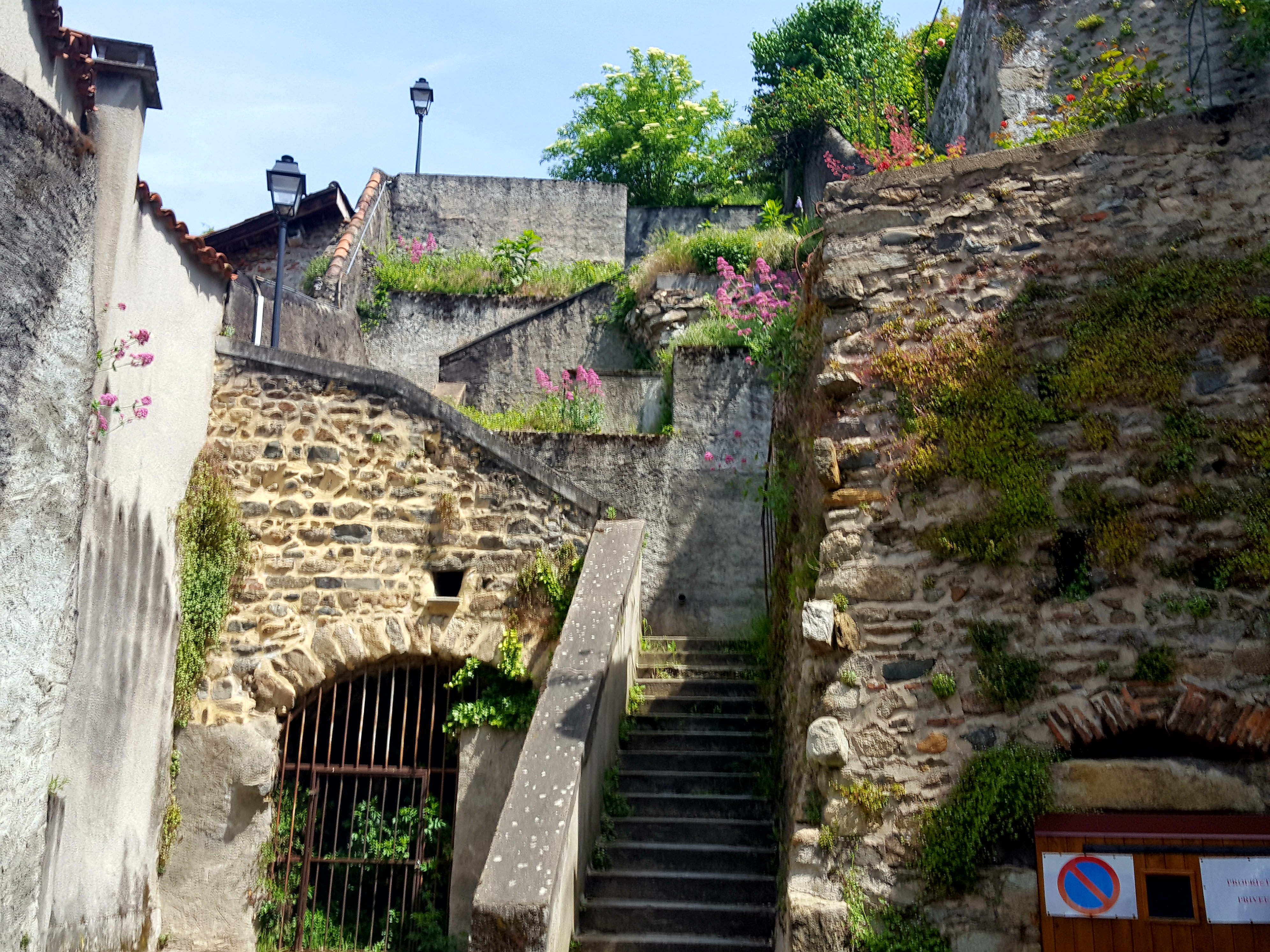
La rue Chauchat avec une partie de la quatrième enceinte à gauche.

Les guerres de Religion débutent en 1562 en France. Étant très ouverts sur l'extérieur, notamment sur le bassin lyonnais, les Thiernois sont rapidement touchés par les « idées nouvelles ». Dès 1551, Antoine Chabrol, coutelier thiernois, décide de fuir vers la Suisse. Il fait partie de la première vague de migrants protestants qui cherchent l'asile dans ce pays entre 1549 et 1556. Durant les années suivantes, de nombreux Thiernois migrent vers Genève. La ville renforce rapidement ses remparts pour éviter une intrusion des huguenots qui menacent de plus en plus la cité. En 1568, ils parviennent pourtant à s'introduire dans la ville et ravagent une partie de cette dernière.
À partir du XVIIe siècle, Thiers connaît une extension urbaine en raison d'une grande croissance économique due à une industrie de la coutellerie florissante dans la région. À la suite de l'augmentation régulière de la population et pour faciliter la circulation intra-muros, la ville se consacre à divers aménagements comme la pedde Saint-Genès (voir plus bas). À la fin du XVIIIe siècle, la ville programme la destruction d'une partie des remparts pour prévenir le risque d'effondrement des éléments les moins bien entretenus, mais également pour élargir les voies de circulation. D'autres parties des enceintes sont également détruites pour créer des rues à leur emplacement : c'est le cas de la rue Grenette ou de la rue Pasteur.
Au XIXe siècle, la partie nord de la quatrième enceinte est quasiment détruite avec la construction de nouvelles voies comme les routes impériales, la rue Victor-Hugo et la rue Prosper-Marilhat. Ainsi, pour construire la route impériale no 89 — qui devient route nationale 89 en 1824 — 5 tours de défense et deux portes sont détruites.
Bien qu'une partie des remparts de Thiers soit détruite, la majorité des murailles et des tours existe encore aujourd'hui. Les tours sont destinées à abriter des habitations — comme la tour Pignat — et les murailles peuvent avoir deux fonctions : la première est de soutenir les terres où la ville est construite et la deuxième est de soutenir une partie des immeubles construits à même la muraille.

### Protection et mise en valeur du patrimoine
En 1820, une partie de la quatrième enceinte est restaurée. Celle-ci comprend essentiellement les murailles soutenant les terres de la ville vers l'est.
Avec près des deux tiers de ses remparts préservés et malgré la destruction de plusieurs segments au XIXe siècle, l'enceinte urbaine de Thiers est une des mieux conservées d'Auvergne. Il est très facile d'apercevoir depuis la vallée des Usines à l'est ou la plaine de la limagne à l'ouest que la ville de Thiers est construite sur un éperon rocheux entouré d'une ceinture de murailles,. Cela est particulièrement visible dans la rue Anna-Chabrol et la rue des Murailles qui conservent l'entièreté des murs qui les soutiennent,,,.
L'ensemble des enceintes de la ville est classé site patrimonial remarquable et géré par le plan de sauvegarde et de mise en valeur (PSMV) de la ville de Thiers,. Ce dispositif participe de la protection et de la mise en valeur du patrimoine historique de la ville : les remparts en font donc partie. Seul un segment des remparts est classé au titre des monuments historiques si on retient qu'une partie du bâti urbain repose sur des murailles.
L'office de tourisme de Thiers organise régulièrement des visites de la cité médiévale. Cette visite, nommée « Thiers, la médiévale », fait découvrir la diversité et la richesse du patrimoine de la ville-haute. Le circuit des visites passe par des rues où les remparts sont en bon état de conservation. Le guide touristique en profite pour expliquer rapidement l'histoire des remparts de la ville et de ses évolutions.
| Éléments protégés        | État                                             | Protection  | Date            |
| ------------------------ | ------------------------------------------------ | ----------- | --------------- |
| Église Saint-Jean        | Fermée au public                                 | inscription | 27 octobre 1986 |
| 12 rue de la Coutellerie | Effondré en 2012                                 | inscription | 13 juillet 1926 |
| 14 rue de la coutellerie | Effondré en 2012                                 | classement  | 9 aout 1922     |
| Maison des Consuls       | Accueille la partie 2 du musée de la coutellerie | inscription | 21 mars 1983    |
| Maison de Lauzun         | En bon état                                      | inscription | 13 juillet 1926 |

Principales étapes de construction ou de destruction des remparts de Thiers

## Plan détaillé
| Plan détaillé des remparts et de l'intramuros de Thiers | Plan détaillé des remparts et de l'intramuros de Thiers | Plan détaillé des remparts et de l'intramuros de Thiers | Les portions de courtine en pointillé et les éléments (portes et tours) dont les lettres figurent en blanc sont détruits. |
| Éléments subsistants                                    | Éléments disparus                                       |                                                         | Les portions de courtine en pointillé et les éléments (portes et tours) dont les lettres figurent en blanc sont détruits. |
| 1 : Palais du Chastel                                   | A : Tour du Chapitre                                    |                                                         | Les portions de courtine en pointillé et les éléments (portes et tours) dont les lettres figurent en blanc sont détruits. |
| 2 : Tour carré de la Chancellerie                       | B : Porte de la Bout                                    |                                                         | Les portions de courtine en pointillé et les éléments (portes et tours) dont les lettres figurent en blanc sont détruits. |
| 3 : Tour de l'horloge                                   | A : Portal du Bourg                                     |                                                         | Les portions de courtine en pointillé et les éléments (portes et tours) dont les lettres figurent en blanc sont détruits. |
| 4 : Tour de l'Yrison                                    | B : Tour de la ville                                    |                                                         | Les portions de courtine en pointillé et les éléments (portes et tours) dont les lettres figurent en blanc sont détruits. |
| 5 : Tour du Chastelain                                  | C : Tour sous la halle                                  |                                                         | Les portions de courtine en pointillé et les éléments (portes et tours) dont les lettres figurent en blanc sont détruits. |
| 6 : Tour (sans nomination)                              | D : Porte Salement                                      |                                                         | Les portions de courtine en pointillé et les éléments (portes et tours) dont les lettres figurent en blanc sont détruits. |
| 7 : Pedde Saint-Genès                                   | A : Porte de Limagne ou Lymagne                         |                                                         | Les portions de courtine en pointillé et les éléments (portes et tours) dont les lettres figurent en blanc sont détruits. |
| 1 : Pedde du Coin des Hasards                           | B : Tour 2                                              |                                                         | Les portions de courtine en pointillé et les éléments (portes et tours) dont les lettres figurent en blanc sont détruits. |
| 2 : Tour du maistre Raymond                             | C : Tour 1                                              |                                                         | Les portions de courtine en pointillé et les éléments (portes et tours) dont les lettres figurent en blanc sont détruits. |
| 3 : Tour du Guet                                        | A : Tour d'Allepit II                                   |                                                         | Les portions de courtine en pointillé et les éléments (portes et tours) dont les lettres figurent en blanc sont détruits. |
| 4 : Tour Pignat                                         | B : Porte Neufve                                        |                                                         | Les portions de courtine en pointillé et les éléments (portes et tours) dont les lettres figurent en blanc sont détruits. |
| 5 : Tour Montauld                                       | C : Tour de la poule                                    |                                                         | Les portions de courtine en pointillé et les éléments (portes et tours) dont les lettres figurent en blanc sont détruits. |
| 1 : Tour 3                                              | D : Tour de la ville                                    |                                                         | Les portions de courtine en pointillé et les éléments (portes et tours) dont les lettres figurent en blanc sont détruits. |
| 1 : Porte Malorie                                       | E : Portal du lac                                       |                                                         | Les portions de courtine en pointillé et les éléments (portes et tours) dont les lettres figurent en blanc sont détruits. |
| 2 : Tour Malorie                                        | F : Tour de la mairie                                   |                                                         | Les portions de courtine en pointillé et les éléments (portes et tours) dont les lettres figurent en blanc sont détruits. |
| 3 : Porte de Coagne                                     | G : Porte de Lyon                                       |                                                         | Les portions de courtine en pointillé et les éléments (portes et tours) dont les lettres figurent en blanc sont détruits. |
| 4 : Tour de Coagne                                      | H : Tour sous l'hôpital                                 |                                                         | |
| 5 : Porte Saint-Jean                                    |                                                         |                                                         | |
| 6 : Tour d'Allepit I                                    |                                                         |                                                         | |
| 1 : église Saint-Jean                                   |                                                         |                                                         | |
| 2 : Porte de Seychal                                    |                                                         |                                                         | |

## Éléments subsistants
Les éléments qui suivent sont décrits dans le sens des aiguilles d'une montre à partir de la Tour Carrée de la Chancellerie située au nord de la première enceinte. Tous les éléments des remparts ne sont pas la propriété de la ville de Thiers et ne sont pas accessibles lors de visites guidées ou librement. Les remparts ne sont pas dans leur intégralité visibles depuis les axes de circulation. De nombreux éléments sont intégrés dans le paysage urbain.

### Première enceinte
De nombreux éléments de la première enceinte sont aujourd'hui cachés ou partiellement détruits ; seulement une petite partie d'entre eux sont aujourd'hui visibles. Le tableau suivant récapitule le statut des éléments ainsi que leur accessibilité (2018).

#### Tour carrée de la Chancellerie
Construite dès le XIe siècle, la tour de la Chancellerie est la sortie nord de la « murailhe de palais du Chastel ». Son nom provient du XVe siècle. Elle est aujourd'hui très visible depuis la rue du Pirou et le début de la place du Palais — aussi appelée place Saint-Genès. La forme de l'entrée est mise en avant avec les pierres qui renforcent les traits du contour de la porte principale. C'est aujourd'hui la plus vieille maison habitée de toute la ville.

#### Pedde Saint-Genès
À Thiers, une pedde est un passage habité qui traverse une rue ou une ruelle à une hauteur variable. La pedde Saint-Genès est à l'origine une porte de la première enceinte, bien que cette dernière ait été percée aux environs du XVIIe siècle afin de faciliter les échanges entre le bourg d'origine et les agrandissements successifs de la ville vers l'est. Aujourd'hui cette pedde est toujours présente entre la rue Mancel-Chabot et la place du Palais.

#### Tour de l'horloge
Réhabilitée en 2017, la tour est aujourd'hui plus visible depuis la Place du Pirou du fait que son toit est rehaussé. La partie inférieure de cette dernière est constituée de pierres en granite alors que la partie supérieure est surmontée d'un attelage en bois marron avec de petites ouvertures fermées par des volets en bois peints en rouge.

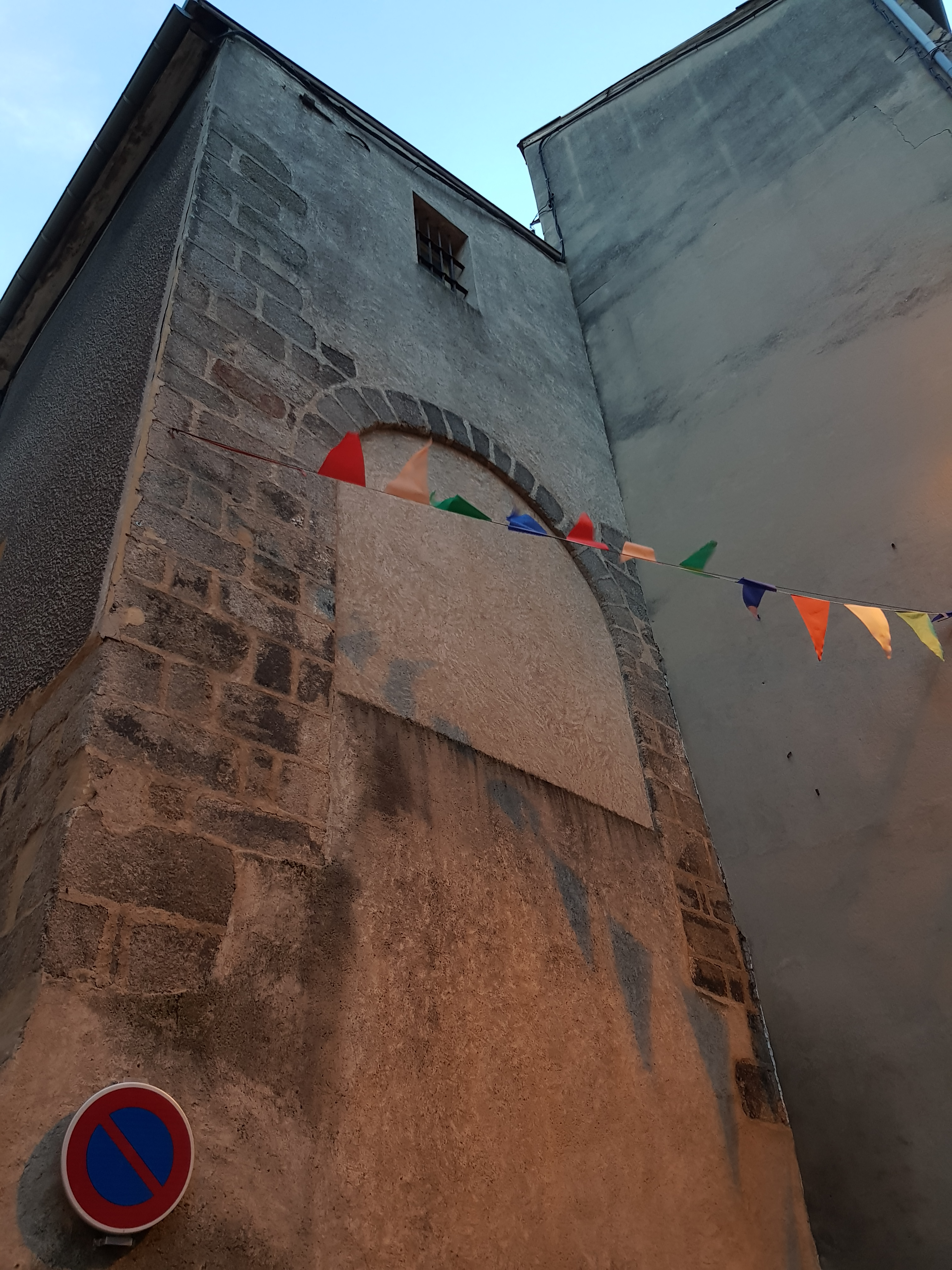
La tour carrée de la Chancellerie
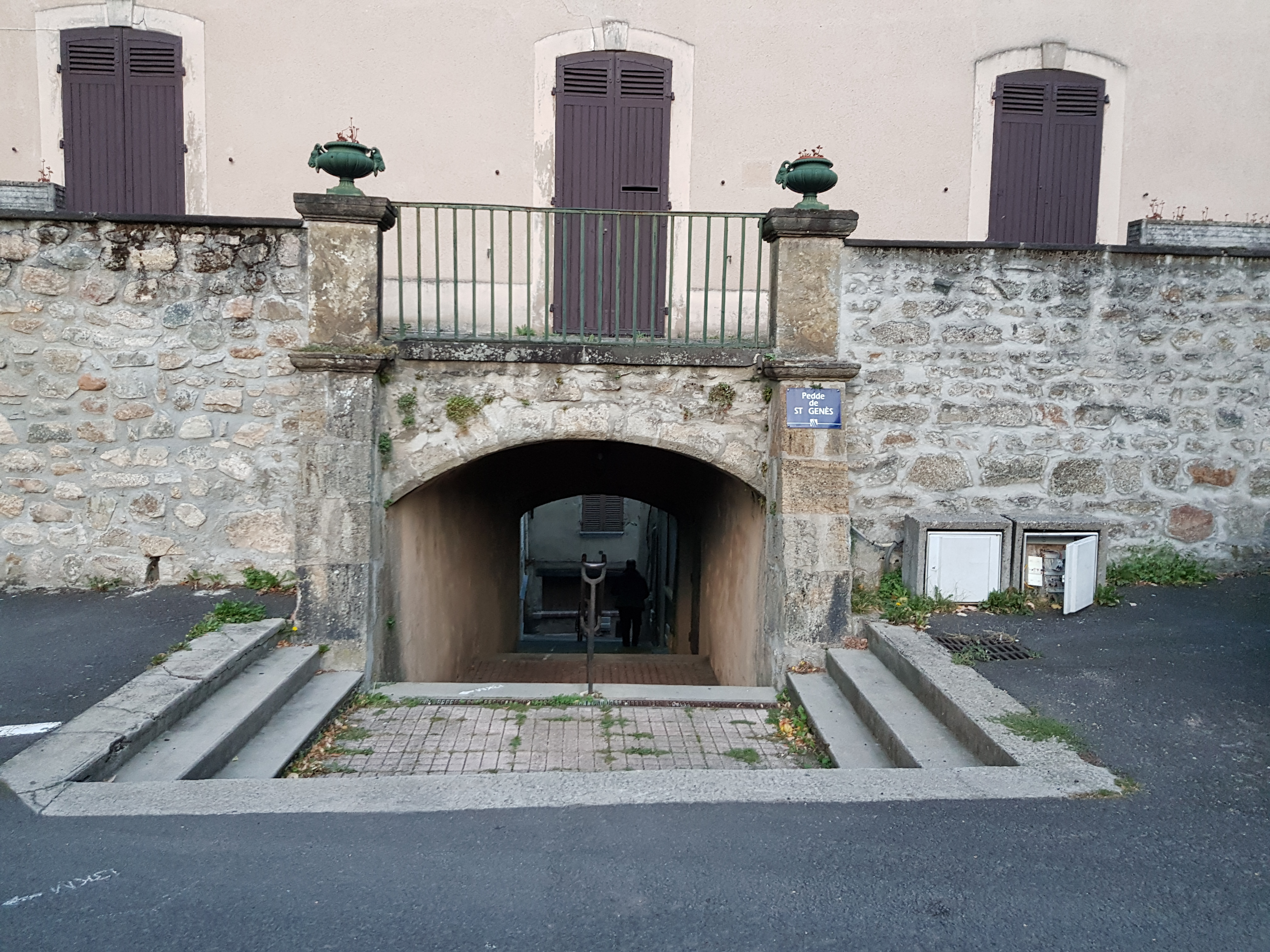
La pedde Saint-Genès
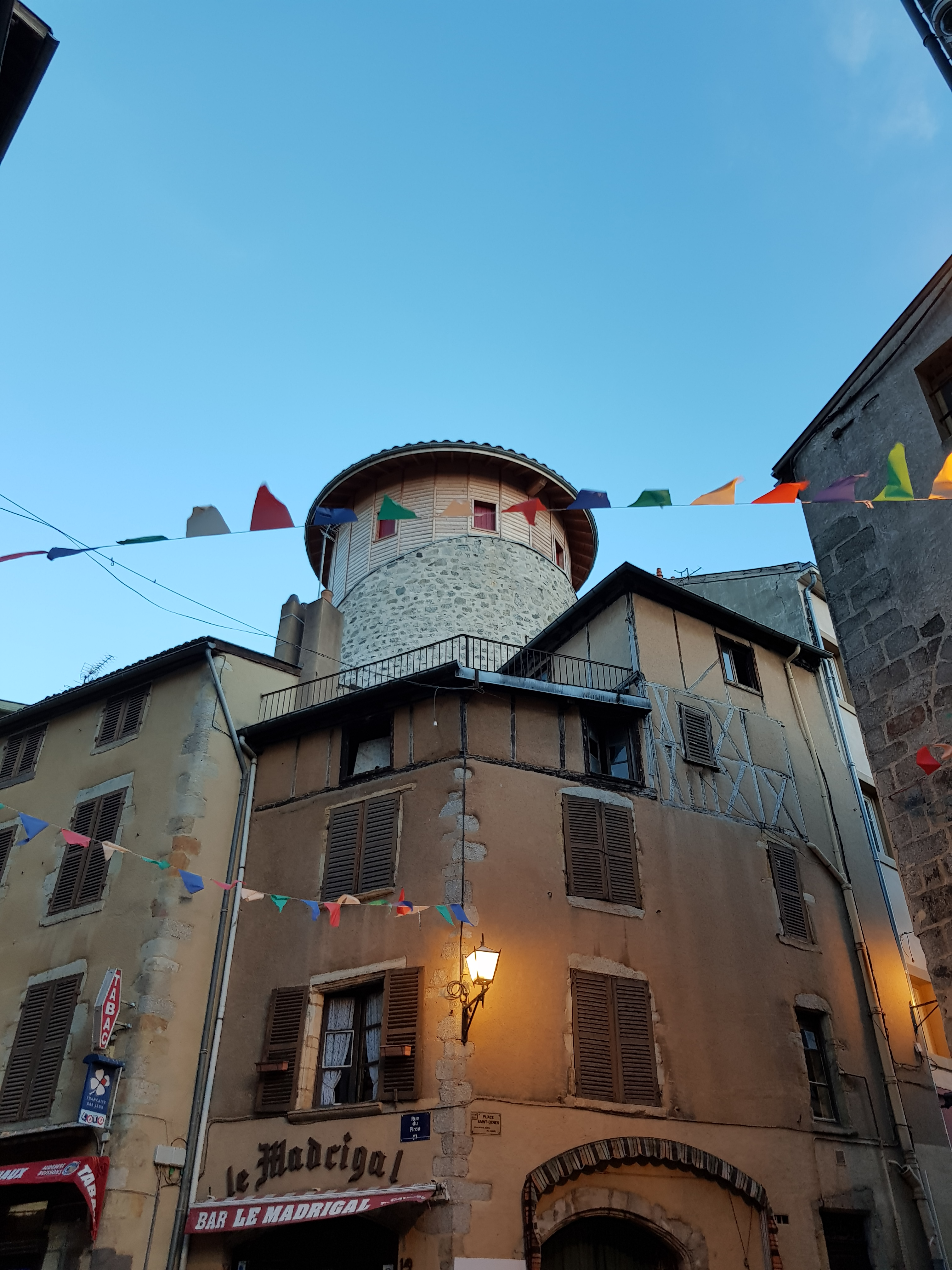
La tour de l'horloge
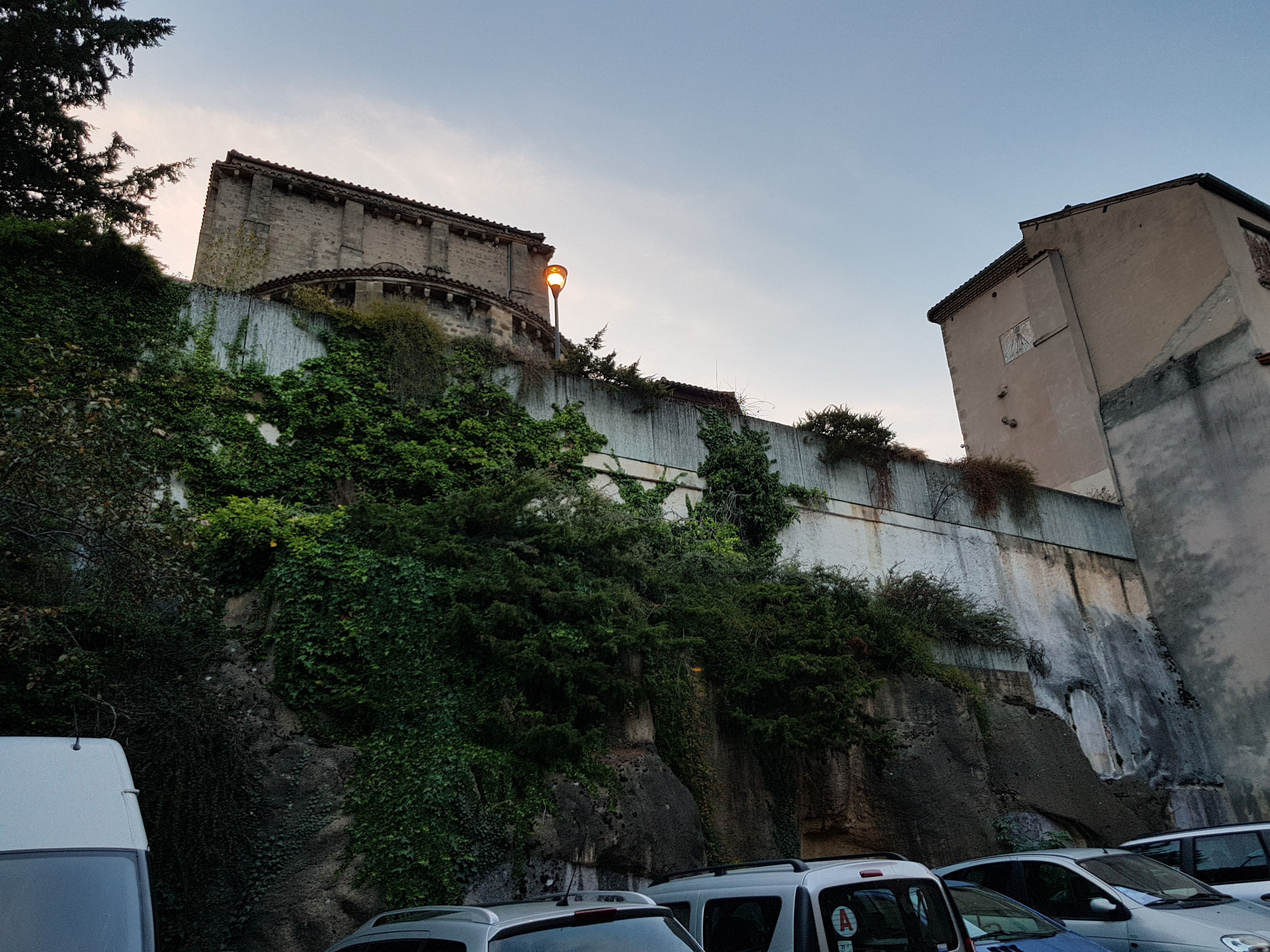
Traces de la première enceinte derrière l'église Saint-Genès
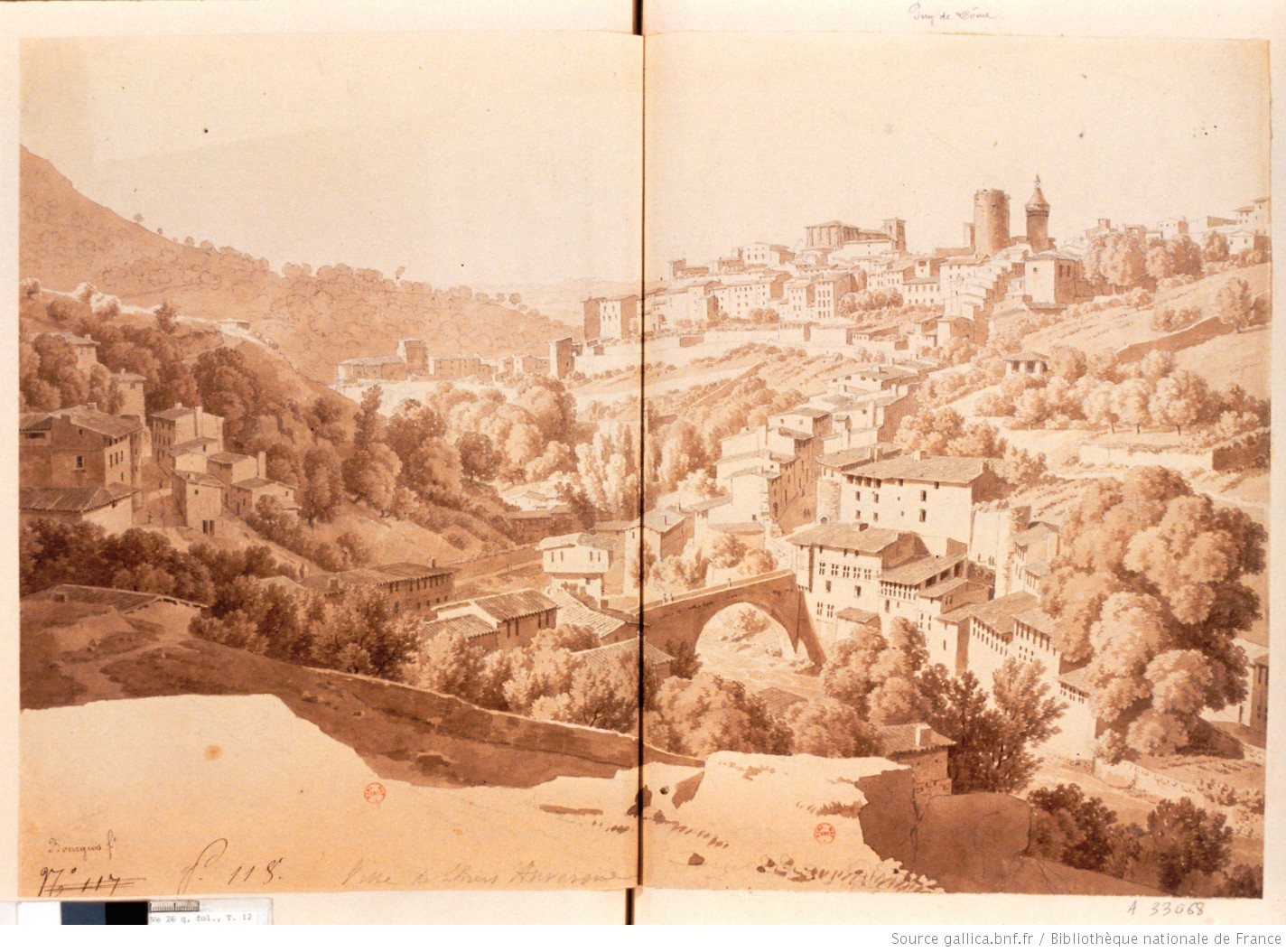
La ville de Thiers au XVIIIe siècle. Le donjon du château et la tour de l'horloge sont visibles en haut à droite de l'image.

### Deuxième enceinte

#### Porte Charnier et pedde du coin des hasards
D'abord une porte, puis un passage couvert reliant deux immeubles au-dessus d'une ruelle — telle est la définition d'une « pedde » à Thiers— elle est nommée porte Charnier dont la tour de Maître Raymond faisait partie. Elle est adossée côté nord à la tour du maistre Raymond (XIIIe siècle) et côté sud à une ancienne entrée du château seigneurial de Thiers. La pedde est surmontée de quatre étages, dont le plus petit en surface se trouve au niveau le plus bas et le plus grand au niveau le plus haut (4e étage). En effet, comme beaucoup de maisons à colombage, les étages de la pedde sont construits en encorbellement.

#### Tour du maistre Raymond
Rénovée au début du XXIe siècle, la tour du maistre Raymond est aujourd'hui presque entièrement visible depuis la placette qu'elle domine. Elle est composée de quatre étages supérieurs construits sur un rez-de-chaussée entièrement ouvert sur la voie publique grâce à la présence d'un grand porche soutenu par une voûte en pierre.

#### Tour Pignat
La tour Pignat est la tour la plus imposante de la deuxième enceinte du fait de son diamètre — supérieur à 10 m — assez grand par rapport aux autres tours. Cette dernière est réhabilitée en 2018 et sa couleur d'origine (rouge déteint) disparaît au profit d'un blanc la mettant en avant dans la rue.

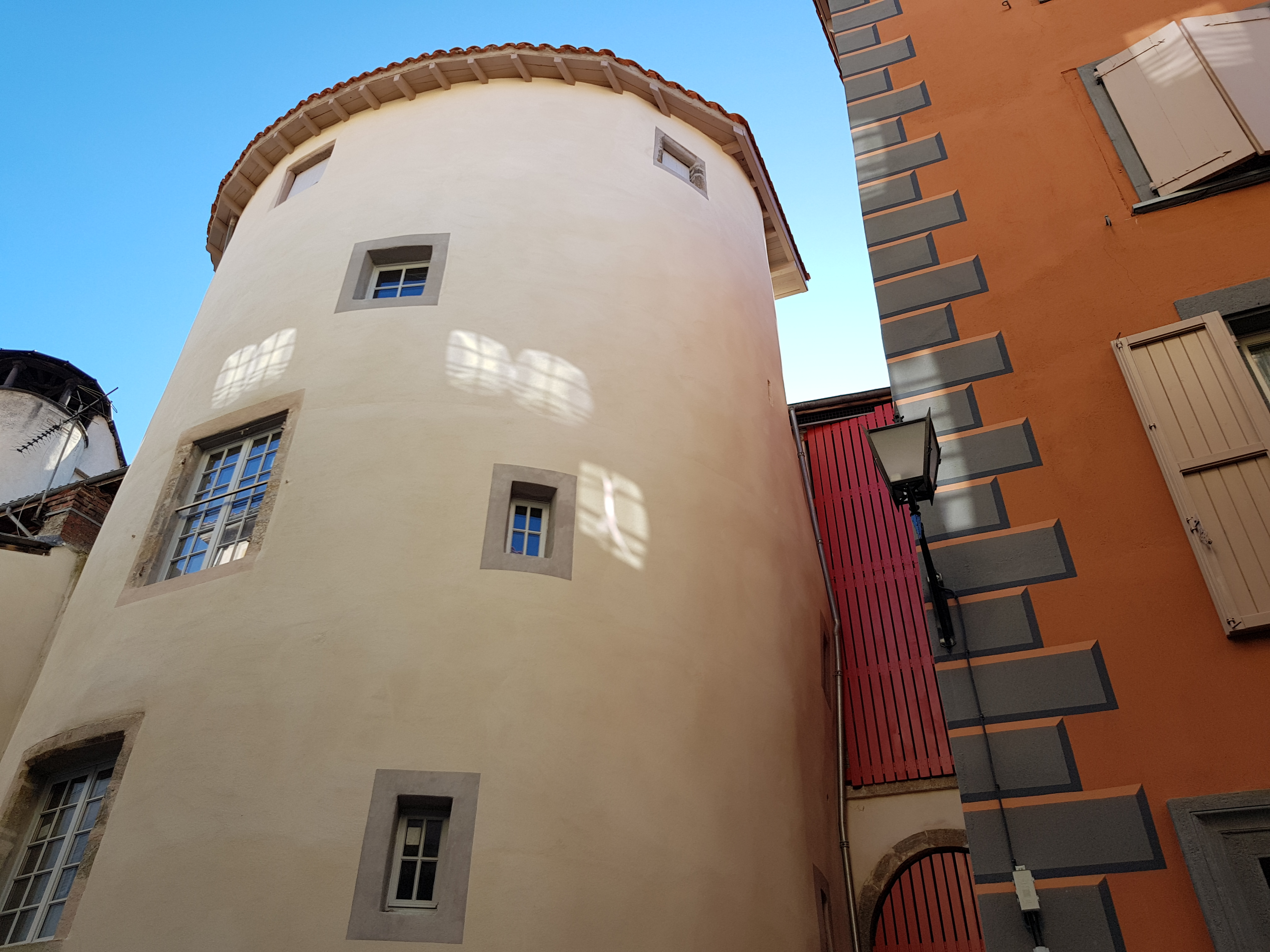
La tour Pignat
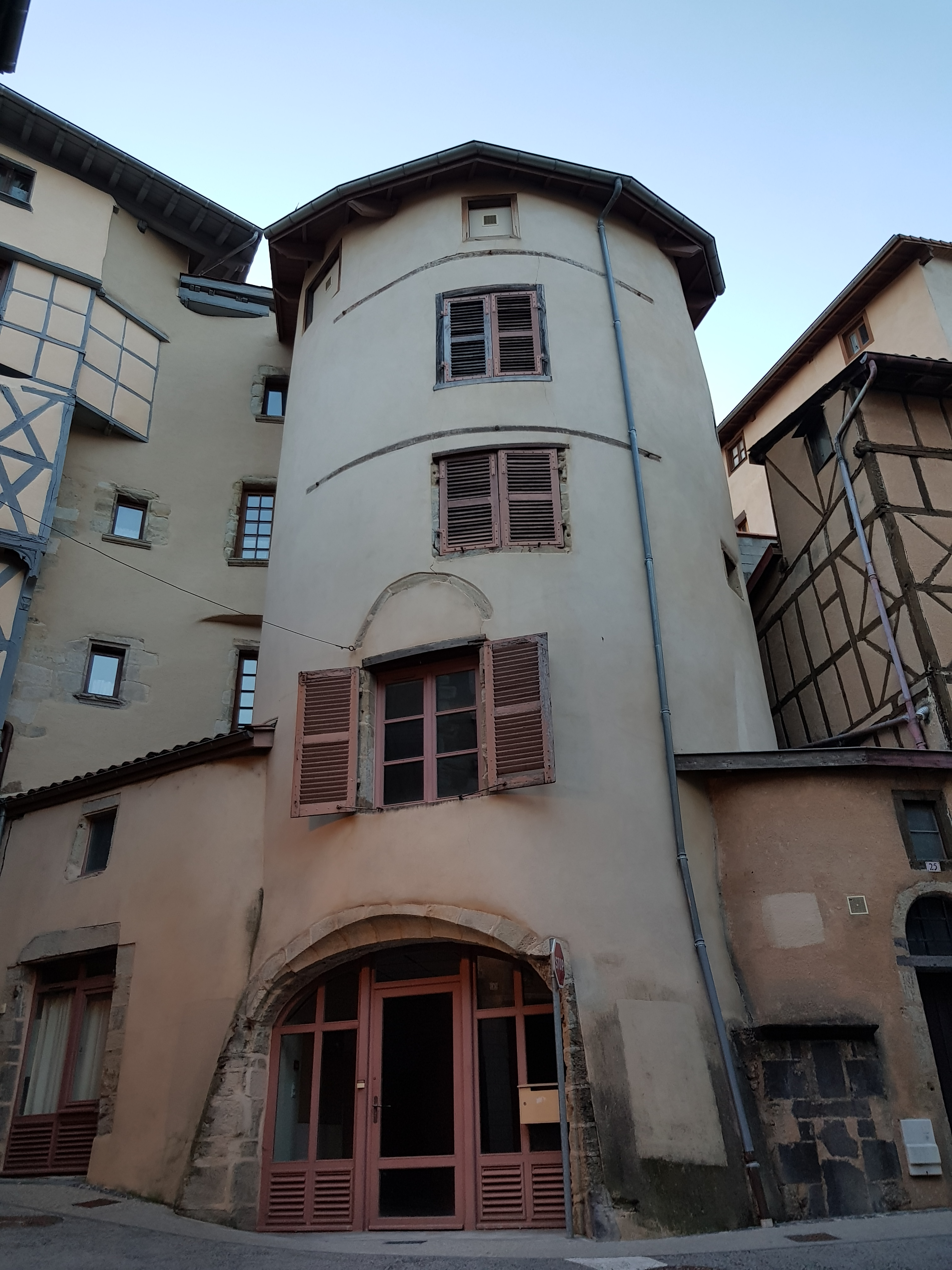
La tour du maistre Raymond
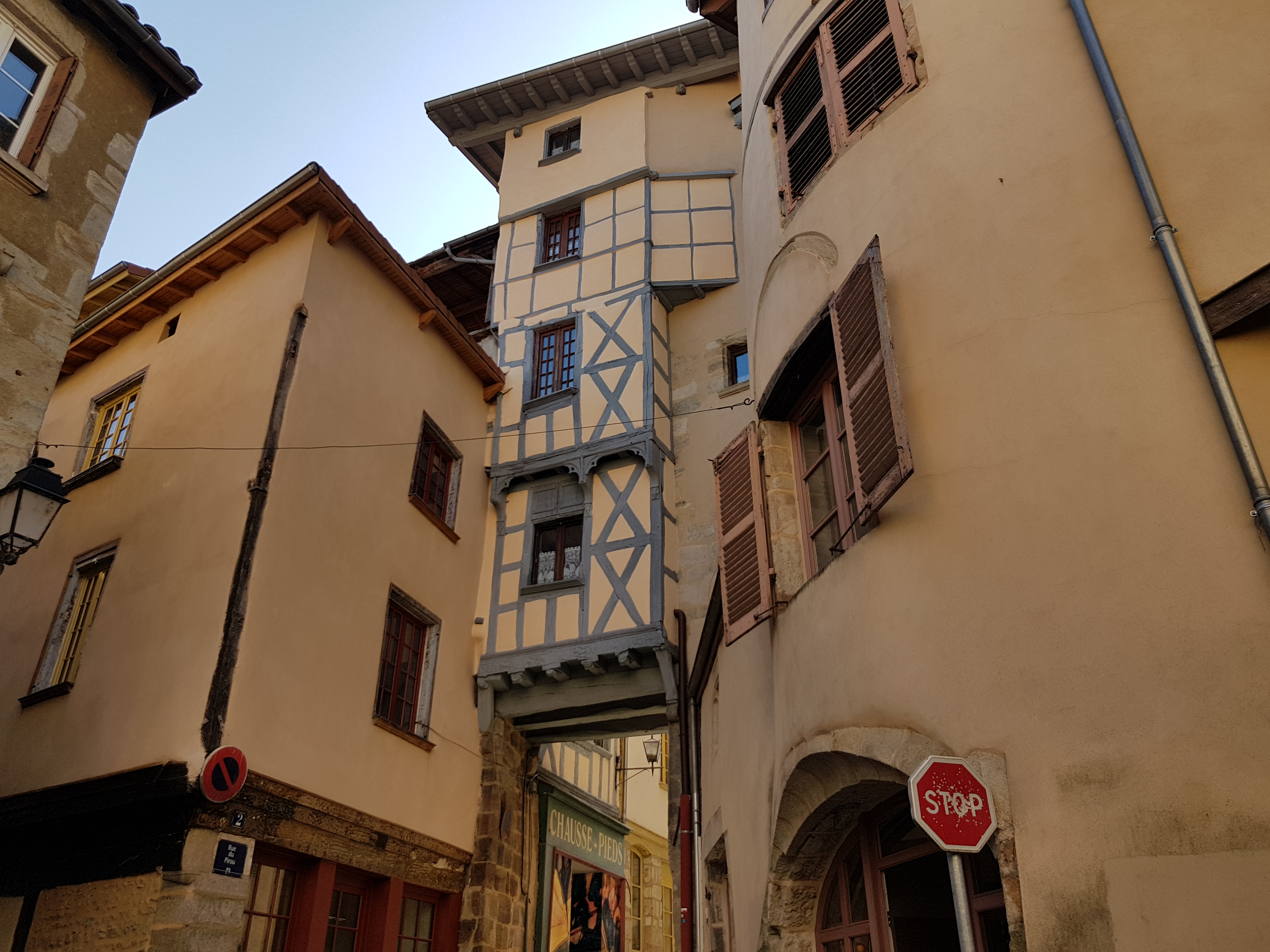
L'arrière de la pedde du Coin des Hasards
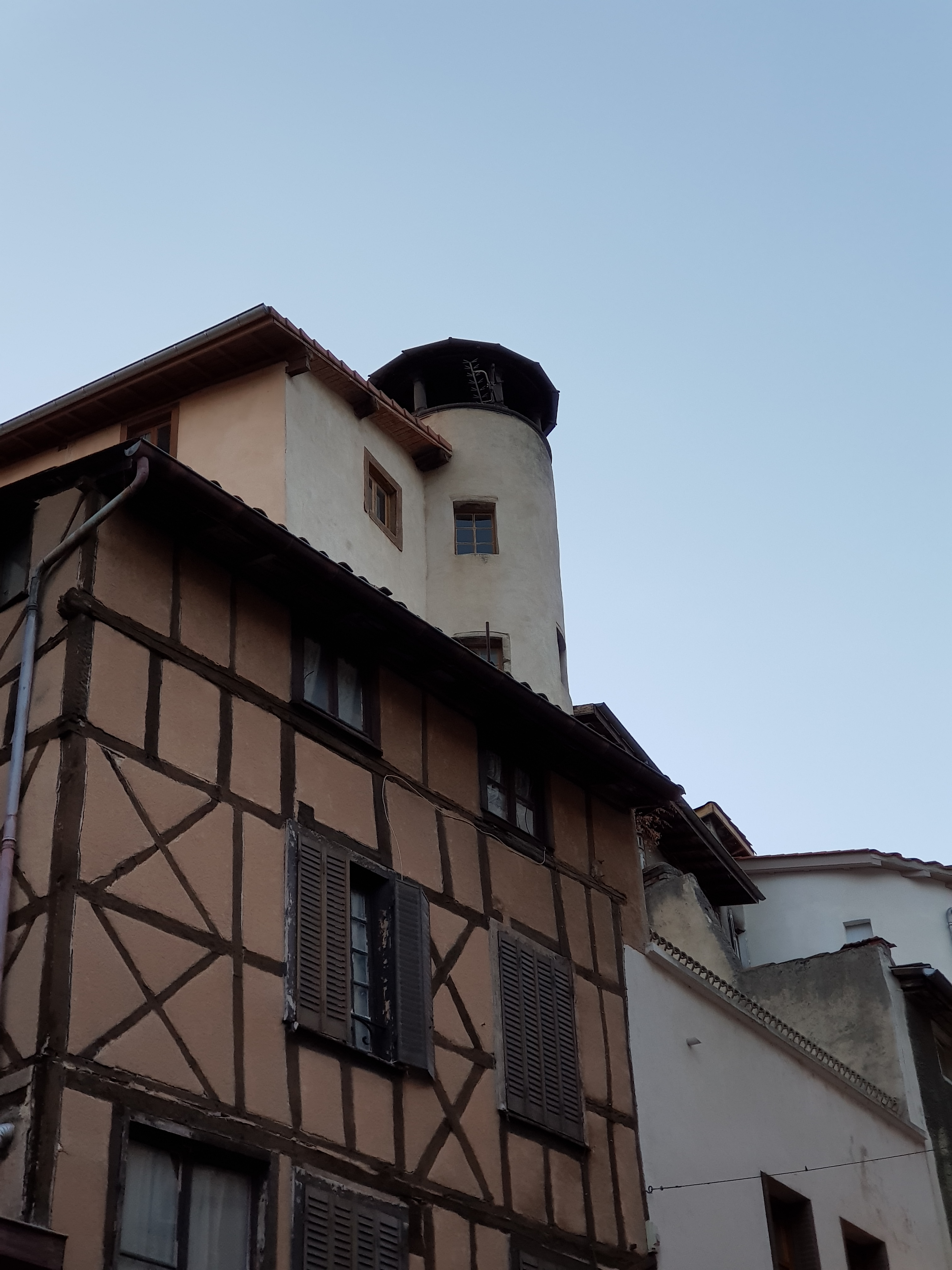
La tour du Guet

### Troisième enceinte
La troisième enceinte est la plus petite de la ville au regard de la superficie de protection qu'elle offre. Une tour (à l'angle de la rue du Docteur Lachamp et de la rue de la Faye) est montée sur trois étages. Elle est la plus petite des tours pour son diamètre qui dépasse à peine 3 m et est composée d'une cage d'escalier afin de permettre aux habitants des quartiers extérieurs à l'enceinte d'entrer dans la ville fortifiée.

### Quatrième enceinte

#### Tour Malorie
La tour Malorie est la tour la plus basse en altitude par rapport aux autres qui se trouvent plus en hauteur. C'est également une des mieux conservées avec des fenêtres meurtrières conservées près du sol sur le côté droit. La tour marque également l'entrée d'un passage souterrain reliant le haut de la rue Rouget-de-l'isle au palais du Chastel dans la première enceinte construite au XIe siècle. Cette entrée est aujourd'hui visible depuis la rue bien qu'elle soit grillagée.

#### Porte Saint-Jean
Annexée au XVIe siècle à l'église du même nom, cette porte est aujourd'hui assez visible depuis le bas de la place Saint-Jean. Un début de voûte se devine entre l'église et le reste de la muraille. Dans la continuité de la porte, deux fenêtres rectangulaires restent intactes : l'une se trouve du côté de la rue des murailles et l'autre dans un bâtiment rattaché à l'église. Ces véritables soupiraux servaient comme lance-flammes pour faire reculer un ennemi s'approchant de la porte.

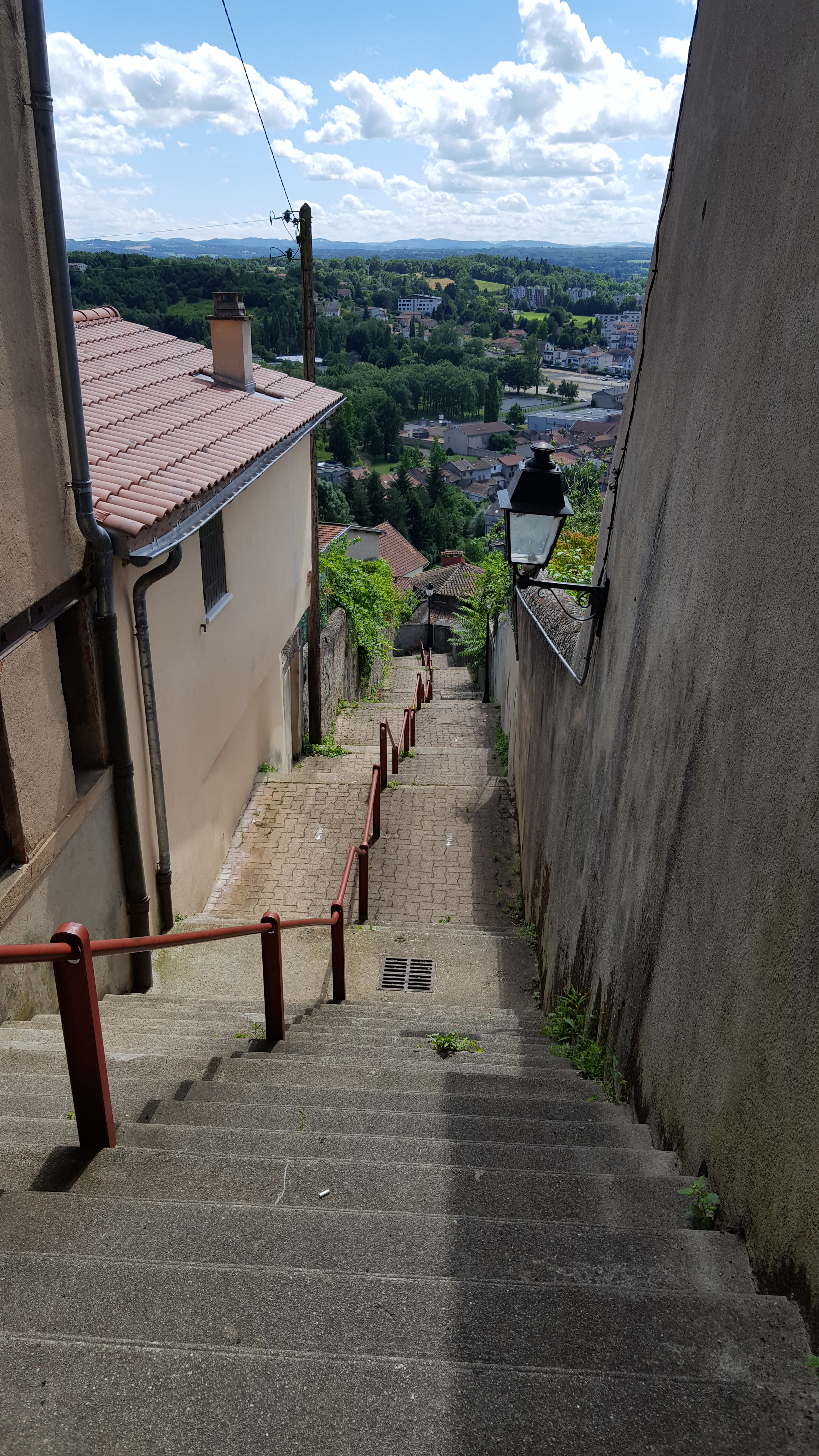
La rue Chauchat avec une partie de la quatrième enceinte à droite.
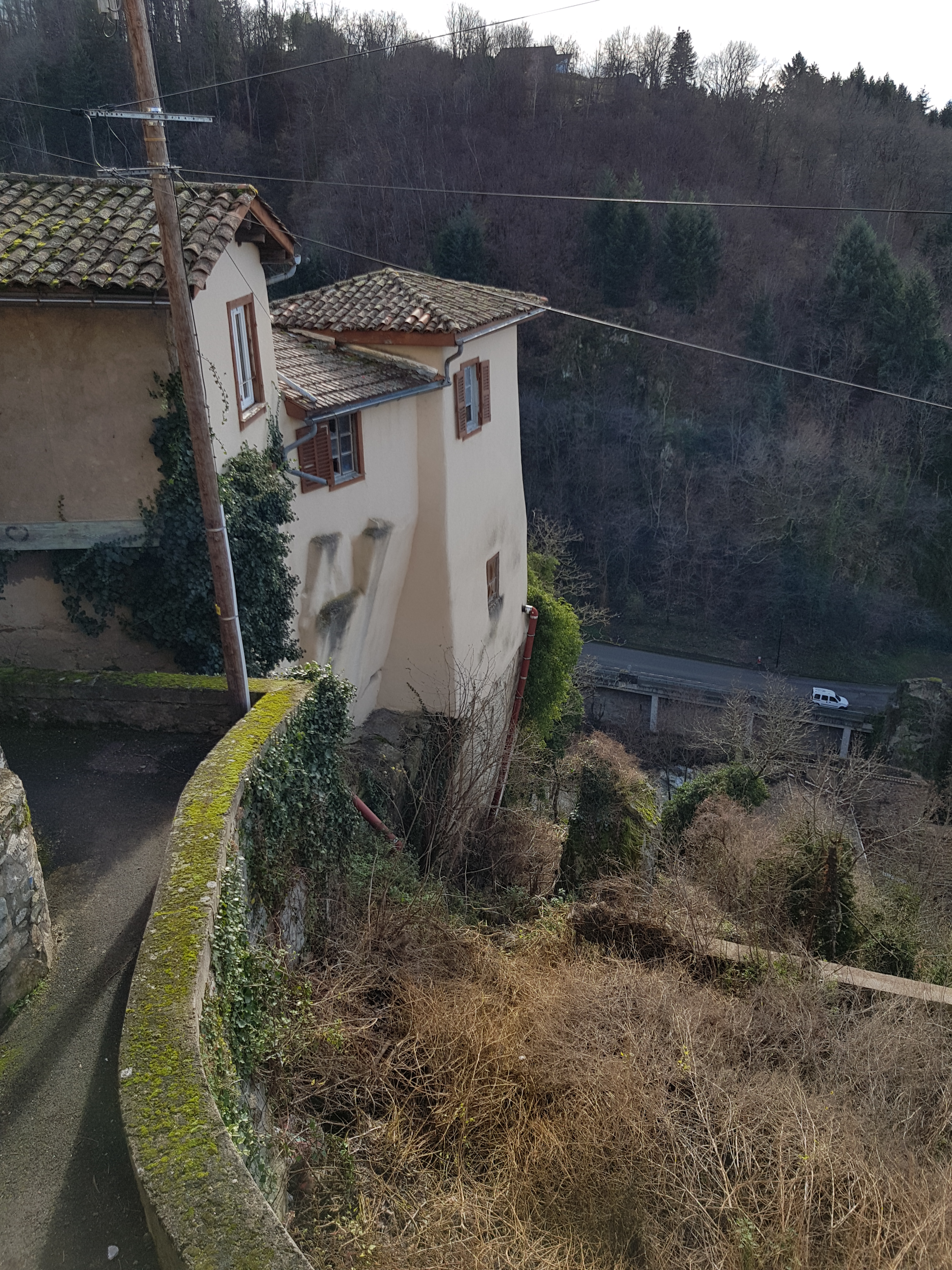
La tour de Coagne surplombant la vallée des Usines prise en 2018.
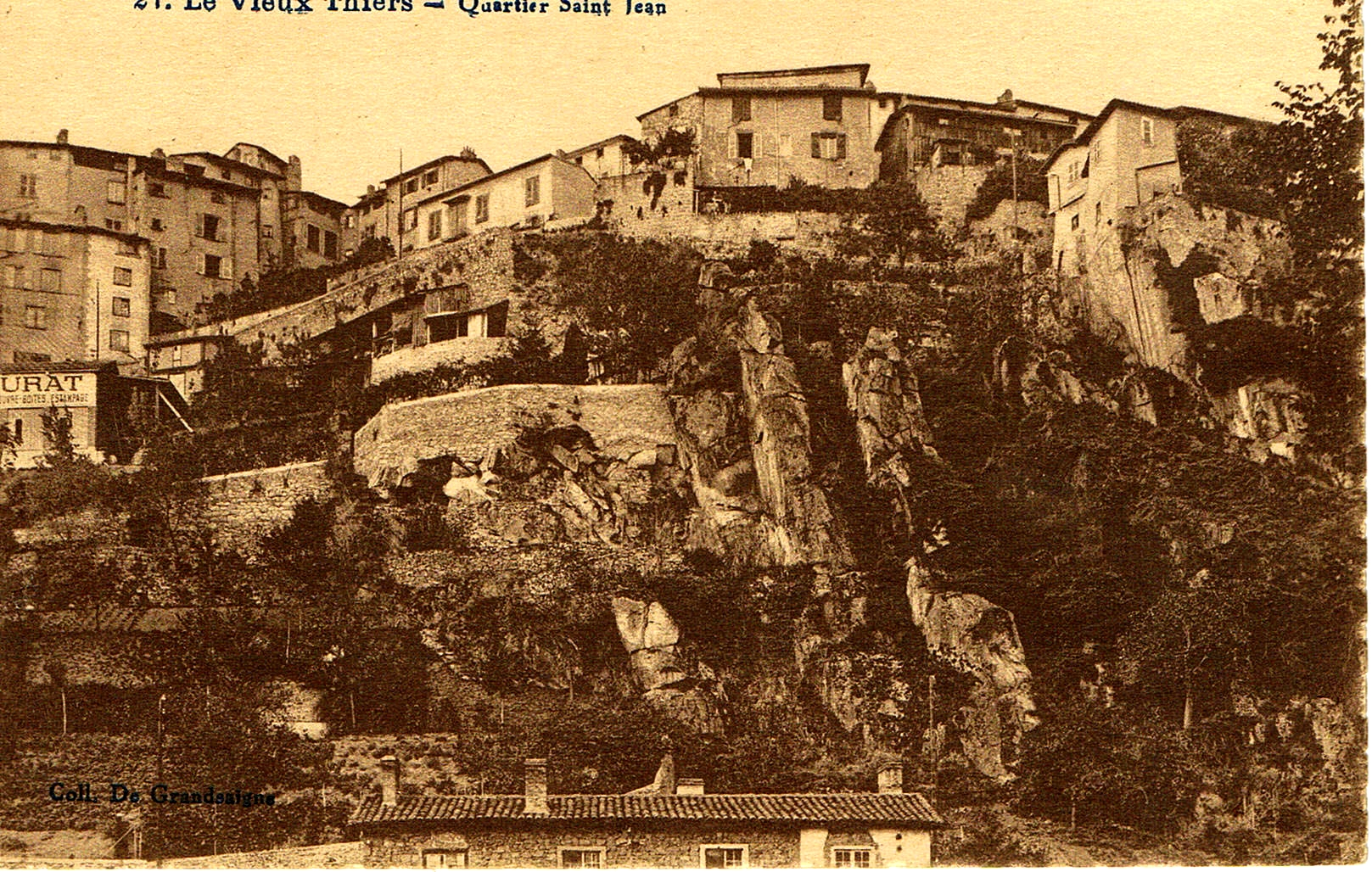
Une partie de la quatrième enceinte avec la tour de Coagne à droite en 1910.
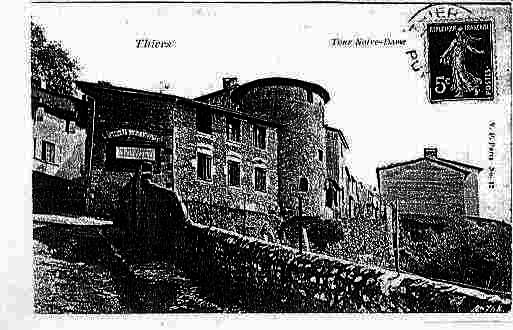
La tour Malorie à la fin du XIXe siècle.

### Cinquième enceinte

#### Église Saint-Jean

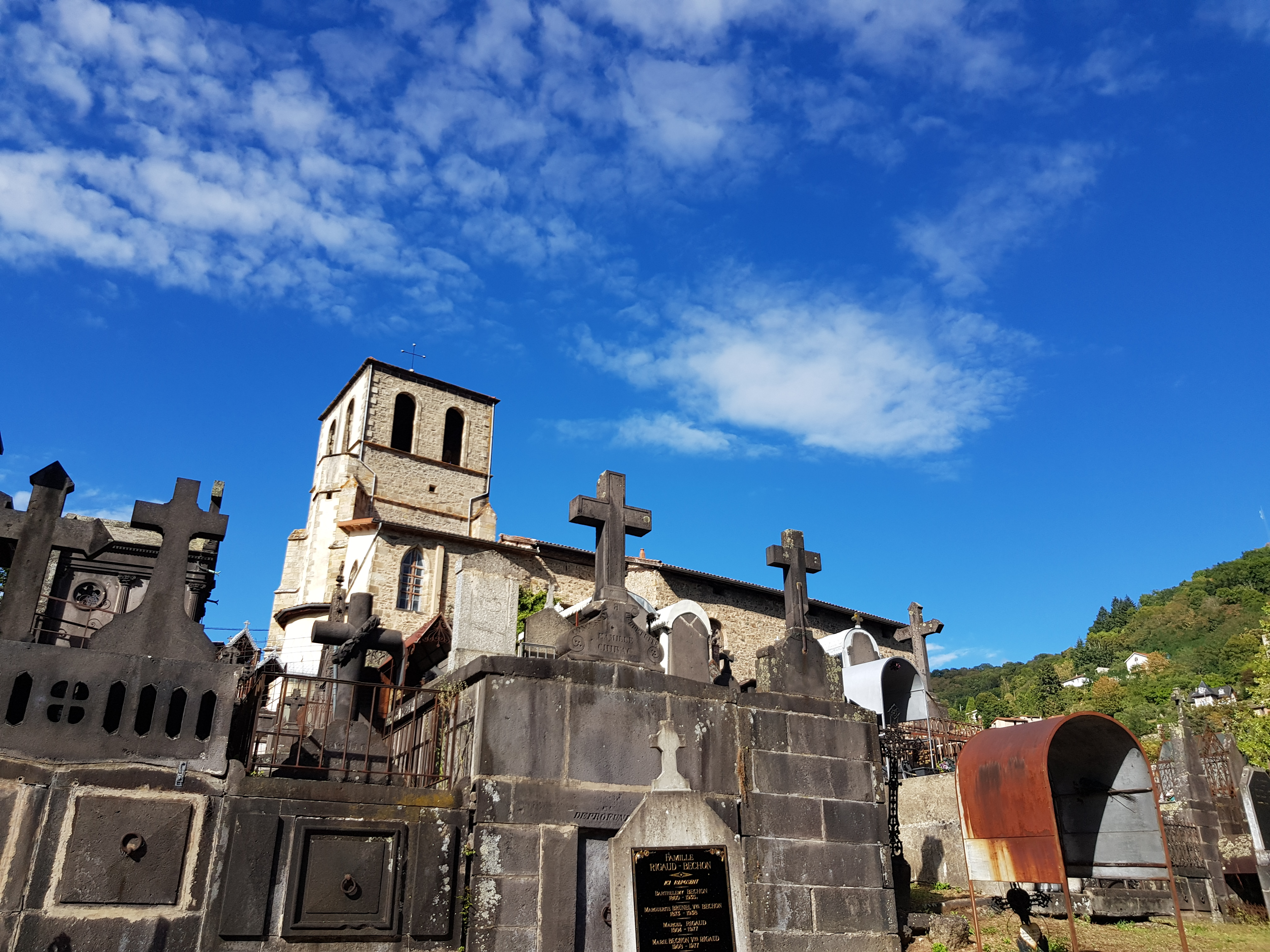
L'église Saint-Jean du Passet et son cimetière en août 2020.

L'église, d'abord de style roman, est détruite puis entièrement reconstruite au XVe siècle en style gothique pour être englobée au siècle suivant dans les fortifications afin de terminer la totale fermeture de la dernière enceinte. La double vocation de l'église est toujours visible à l'arrière du chœur où les murs sont renforcés.

## Éléments disparus

### Première enceinte
| Éléments se trouvant sur le tracé de la première enceinte |                      | |  |
| Élément                                                   | Emplacement          | Notes |  |
| Tour du Chapitre                                          | Rue Mancel-Chabot    | Cette tour était protégée par la « Brayette du Chastel », une sorte de défense empêchant l'approche d'ennemis à proximité de la tour. Son utilité est remise en cause lors de la construction de la quatrième enceinte et alors elle est détruite laissant place à de nouvelles habitations. |  |
| Tour et porte de la Bout                                  | Petite rue du Palais | Cette tour était à l'origine construite sur le bord de l'unique chemin qui amenait les visiteurs à la ville et son château-fort. Il est accompagné d'une porte qui reprend son nom. |  |

### Deuxième enceinte
| Éléments se trouvant sur le tracé de la deuxième enceinte |                                     | |  |
| Élément                                                   | Emplacement                         | Notes |  |
| Portal du Bourg                                           | Rue du Bourg                        | Cette porte laissait entrer les visiteurs par un système de pont-levis surplombant le rif des boucheries qui coule au fond d'un encaissement. Ce dernier deviendra la route nationale 89 au XIXe siècle. |  |
| Tour de la ville                                          | Rue Lasteyras                       | Cette tour — vraisemblablement de forme carrée — est construite au XIIIe siècle au bout de la rue Lasteyras qui s'est formée après les agrandissements successifs de la ville.                           |  |
| Tour sous la halle                                        | Place des Martyrs de la Déportation | Cette tour est construite à l'origine sous une halle, d'où son nom. Lors de sa construction, elle est la plus basse tour de la ville en altitude avant que la quatrième enceinte ne soit construite.     |  |

### Troisième enceinte
| Éléments se trouvant sur le tracé de la troisième enceinte |                        | |  |
| Élément                                                    | Emplacement            | Notes                                                                                              |  |
| Tour 1                                                     | Rue de la Coutellerie  | Petite tour dans la partie basse de la rue de la Coutellerie.                                      |  |
| Tour 2                                                     | Place Lafayette        | Tour à l'actuelle place de la 2e partie du musée de la coutellerie donnant sur la place Lafayette. |  |
| Porte de Limagne ou Lymagne                                | Rue du Docteur-Lachamp | Porte donnant accès à la ville par la plaine de la Limagne,.                                       |  |

### Quatrième enceinte
| Éléments se trouvant sur le tracé de la quatrième enceinte |                          |                                                                                                |  |
| Élément                                                    | Emplacement              | Notes                                                                                          |  |
| Tour de la Poule                                           | Place Duchasseint        | Tour se trouvant juste au-dessus d'une source en eau qui alimentait une partie de la ville.    |  |
| Tour de la ville                                           | Rue François-Mitterrand  | Tour détruite au XIXe siècle pour le passage de la route impériale no 89.                      |  |
| Portal du Lac                                              | Rue François-Mitterrand  | Porte détruite au XIXe siècle pour le passage de la route impériale no 89.                     |  |
| Porte Neufve                                               | Place Belfort            | Porte détruite au XIXe siècle pour le passage de la route impériale no 106.                    |  |
| Tour de l'Alepit I                                         | Rue Prospère-Marilhat    | Tour détruite au XIXe siècle pour le passage de la rue Prospère-Marihat.                       |  |
| Tour sous l'hospital                                       | Ancien hôpital de Thiers | Tour détruite pour agrandir la maternité et les urgences de l'hôpital à la fin du XIXe siècle. |  |
| Tour de la mairie                                          | Place Antonin-Chastel    | Tour détruite au XIXe siècle pour le passage de la route impériale no 89.                      |  |
| Porte de Lyon                                              | Rue Durolle              | Porte détruite pour élargir la rue Durolle.                                                    |  |

## Dans les arts

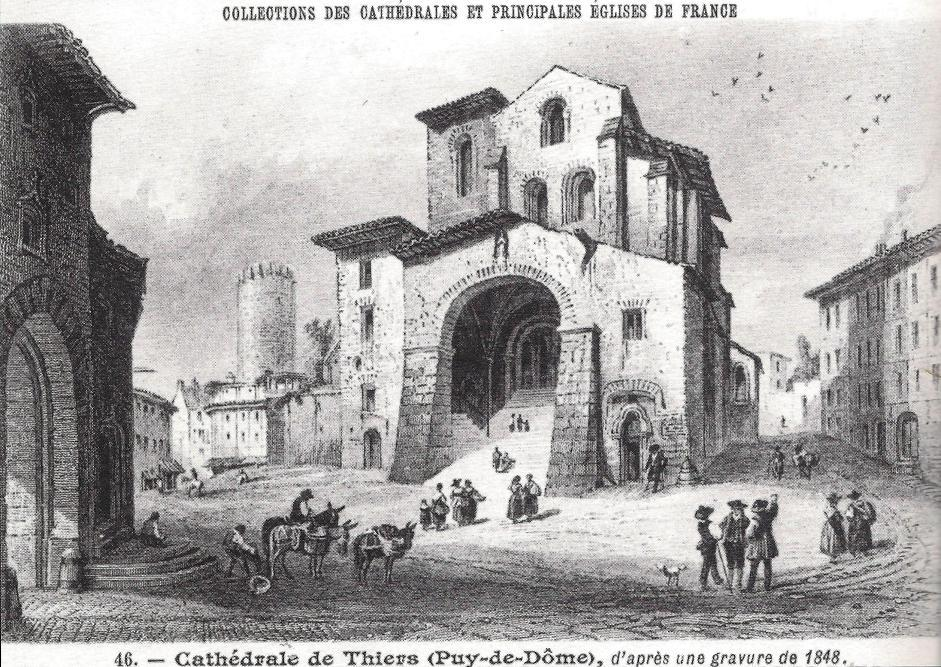
Représentation de l'église Saint-Genès — alors cathédrale — avec la porte de la Bout à gauche et la tour de l'horloge située en arrière-plan entre cette dernière porte et l'église.

Symbole de la ville médiévale, les remparts, en particulier les murailles Est et Sud, sont appréciés par les voyageurs et artistes. Ils forment, avec en premier plan les jardins aménagés de l'Ancien hôpital et en arrière-plan la vieille ville et l'église Saint-Genès, un paysage atypique régulièrement peint, dessiné et photographié notamment pour illustrer des guides touristiques et comme sujets de cartes postales.
De passage en ville en 1861, George Sand écrit un roman sur le travail des couteliers thiernois et fait référence aux remparts de la ville comme un support d'écriture où un certain Audebert aurait écrit « des paroles au charbon ». En 2017, la peintre Monik Durand-Pradat peint plusieurs tableaux représentant des quartiers de la ville. Parmi eux, plusieurs sont des représentations de parties encore visibles des remparts comme la Tour du Maistre Raymond ou encore la pedde du Coin des Hasards. La même année, Anthony Mage peint la ville vue depuis le rocher des Margerides. Les remparts présents rue des Murailles sont largement représentés dans cette dernière œuvre. Hubert Jaqueton décrit quant à lui la ville de Thiers ainsi : « Le touriste, qui gravissait les pentes du Grun de la Pierre-qui-danse, d'où l’œil embrasse la ville presque entière, découvrait les tours qui protégeaient jadis l'enceinte de son château et au-dessus d'elles, l'énorme donjon avec ses créneaux ébréchés ».